# 狩勝実験線
狩勝実験線（かりかちじっけんせん）は、かつて日本国有鉄道（国鉄）根室本線新内駅付近から新得駅付近の廃線を利用した国鉄の実験線である。

## 概要

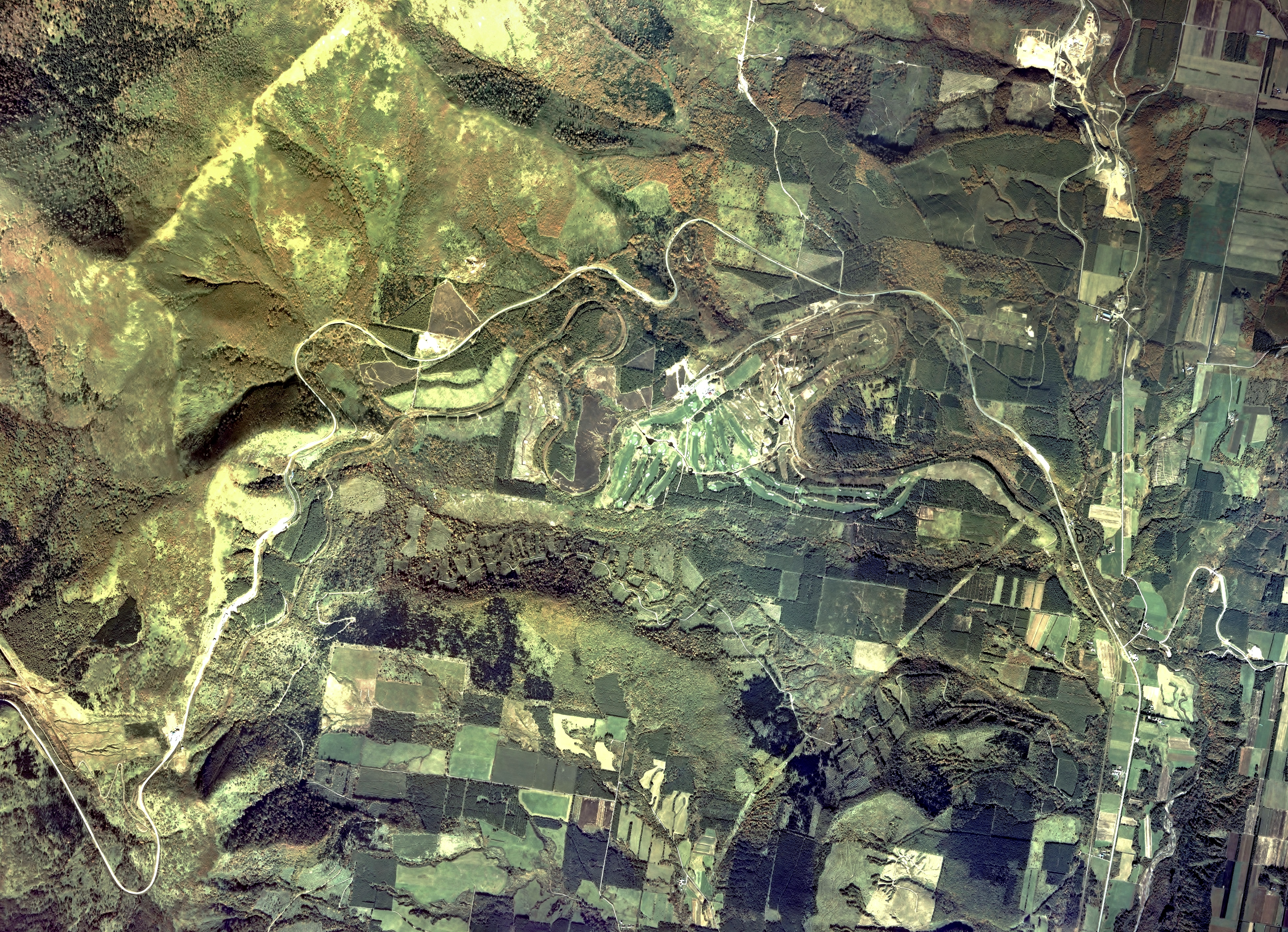
1977年撮影の狩勝峠東側斜面の空中写真。
画像左下の道路（国道38号）がU字型にカーブしている所の右上、道路脇に駐車場がある地点が狩勝峠。そこから北東方向（画像右上方向）へ、国道38号の南側を並走してヘアピンカーブを描きながら峠を下って行く根室本線の廃線区間跡が確認できる。画像中央のゴルフ場付近が新内駅で、そこから先の区間が狩勝実験線区間であった。1977年撮影の10枚を合成作成。
。

根室本線・落合 - 新内 - 新得間には狩勝峠があり、急勾配と急曲線が多く、狩勝トンネル内での蒸気機関車の煤煙など輸送の障害となっていた。これらを解消するため新狩勝トンネルを含む新線が建設され、同区間は1966年（昭和41年）9月30日に切り替えられた。
新内駅を含む旧線は営業廃止されたが、新内付近 - 新得間については実験線として再利用されることとなり、その整備がされた。
まずは当時頻発した脱線事故の原因究明や研究のため、無人の実験列車を走らせて実際に車両を脱線させる実験が行われた。
新得側から機関車の牽引で入線した実験列車は新内側まで進み、下り勾配を利用して突放される。様々なパターンで組成された実験列車の先頭には制御車としてマヤ40形が連結され、無線でブレーキ操作や連結器解放、映像やデータの測定と送信を行った。
1969年7月1日に行われた試験の例では、ワラ1型貨車9両、測定車2両の前後をディーゼル機関車2両で挟み込み、峠の勾配を下りながら機関車のブレーキ制御で貨車列を圧縮状態にさせ、競合脱線の発生状況を調査が行われている。
一部区間のレールには様々な歪みが設定され、そこを通過する後続車の車輪の挙動や脱線の瞬間はマヤ40の搭載カメラによって逐一記録された。
実験線の新得駅手前には万一に備えて安全側線が設けられたほか、打子式トレインストッパーも設置され、営業線に実験車両が冒進しないように対策がとられた。また、新線との分岐部は営業列車が速度制限を受けたり乗り心地を損ねることがないように分岐側の線路を高くして実験線に入る車両が営業線を乗り越える特殊ポイントが使用された。
脱線実験の後は車両火災実験、振り子車両と台車の研究と開発、橋梁の「たわみ」の実験など、各種実験と、そのデータ収集も行われた。
その後1979年（昭和54年）に廃止され、線路も撤去された。現在は新得駅付近から新内駅付近までの多くの区間が遊歩道として整備され、旧線時代の橋台など歴史的価値が高いものも残っている。
また、実験で使用した無線鉄塔もそのままとなっている。

## エピソード
実験に使用した無線により、近隣農家のテレビ放送に障害が出たものの、その農家は実験に非常に協力的で、「昼の1時間と、夕方5時以降だけテレビを見られればよい。」と言って、それ以外の時間帯にはそのまま実験をすることを許可してもらった。この実験に関わっていた京谷好泰はこの体験から、後のリニア実験線の場所選定において、できるだけ人口密集地を避けた場所に建設することを希望し、宮崎県に建設されるきっかけになったという。